# Guitar Duo KM

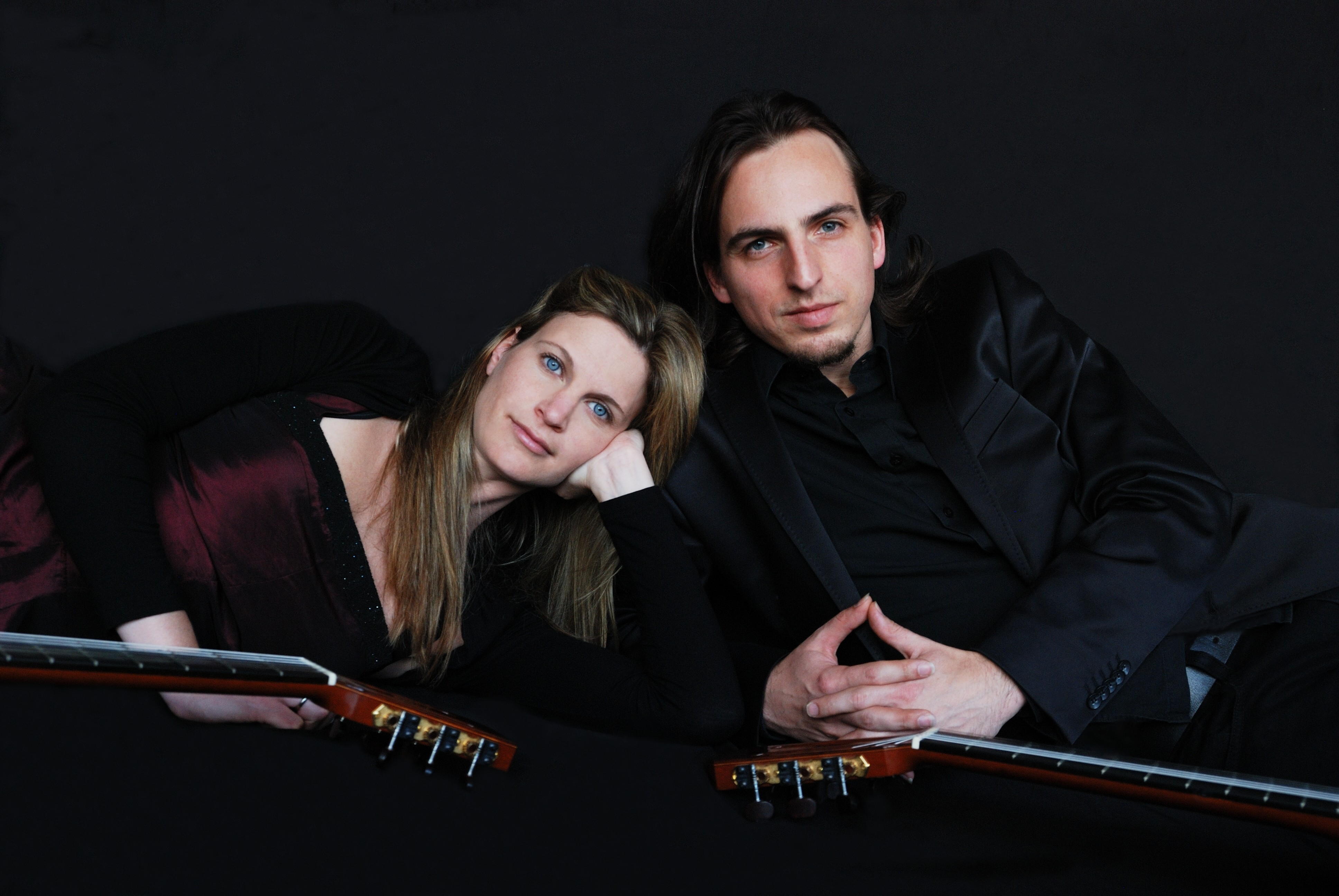
Guitar Duo KM

Das Guitar Duo KM ist ein deutsch-chilenisches Gitarrenduo und besteht aus Katrin Klingeberg und Sebastián Montes.

## Geschichte
Während ihrer gemeinsamen Studienzeit in Hannover gründeten Katrin Klingeberg und Sebastián Montes ihr Gitarrenduo und gaben 2004 ihr Debüt mit dem Concierto madrigal von Joaquín Rodrigo für 2 Gitarren und Orchester. Seitdem konzertierte das Duo erfolgreich in vielen Ländern Europas und Südamerikas, sowie in Japan und den USA. Zudem werden die beiden Gitarristen regelmäßig als Dozenten im Rahmen von Meisterkursen eingeladen, und bei internationalen Wettbewerben der Jury beizusitzen. Als Studenten des renommierten Kaltchev Guitar Duos an der Hochschule für Musik und Darstellende Kunst Stuttgart haben sie sowohl ihren Master-Abschluss als auch ihr Konzertexamen im Fach Kammermusik mit Auszeichnung absolviert.
Noch vor Abschluss des Studiums wurde Sebastián Montes als Professor an die Universidad Católica de Chile in Santiago de Chile berufen. Dem Ruf ist er gefolgt; seit April 2012 leben die beiden Musiker in Santiago de Chile, wo Sebastián Montes nun die Gitarrenabteilung der Universidad Católica leitet.
2010 erschien die erste CD Recital. Neben Originalwerken für 2 Gitarren widmet sich das Duo der Transkription klassischer Werke, sowie Bearbeitungen lateinamerikanischer Folklore. Nach zahlreichen ersten Preisen bei internationalen Wettbewerben ist das Gitarrenduo Klingeberg-Montes mittlerweile eines der gefragtesten Duos der internationalen Gitarrenszene.

## Diskografie
- Recital – Werke von Händel, Sor, Rodrigo, Assad, Farías, Ramírez (2010)
- Gracias a la vida | Música latinoamericana para 2 guitarras – Werke von Villa-Lobos, Márquez, Caba, Piazzolla, Assad (2013)

## Auszeichnungen
- 2008: 1. Preis beim VII. Kammermusikwettbewerb Luys Milán in Ontinyent, Spanien
- 2009: 1. Preis beim VII. Transilvania International Guitar Festival, Rumänien
- 2010: 1. Preis beim VII. Kammermusikwettbewerb Citta di Gorizia, Italien
- 2010: 2. Preis beim internationalen Kammermusikwettbewerb der 31. Aschaffenburger Gitarrentage, Deutschland
- 2010: 3. Preis beim XIX. Internationalen Kammermusikwettbewerb in Thessaloniki, Griechenland
- 2011: 1. Preis beim Gitarrenwettbewerb Niccolo Paganini in Parma, Italien